# Adolph Larsen

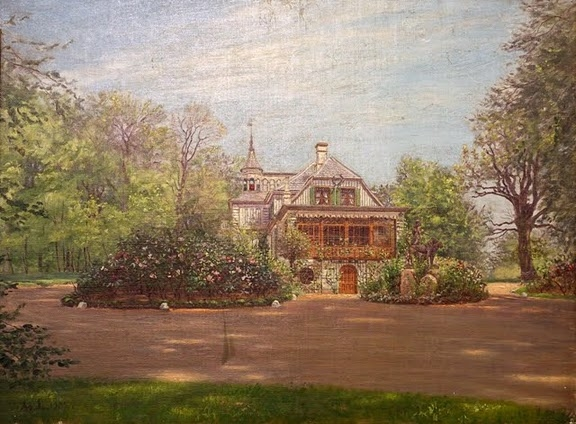
Villa Rolighed, Adolph Larsen, 1902

Adolph Alfred Larsen (* 27. November 1856 in Kopenhagen; † 2. Oktober 1942 in Svejbæk, Region Midtjylland) war ein dänischer Landschaftsmaler.

## Leben
Adolph Larsen war der Sohn von Jens Larsen und Franzine Marie, geborene Merkel. Während seines Studiums bei Kristian Zahrtmann entdeckte er sein Interesse an der Malerei und brachte sich diese selbst bei. Er wandte sich dabei verstärkt der Landschaftsmalerei zu. Sein erstes Werk malte er 1886 und erhielt für dieses im Jahre 1889 den Sødringske-Förderpreis. Für sein Werk Det indre af en Skov med gamle Træer (Das Innere eines Waldes mit alten Bäumen) gewann er 1893 den Neuhausenske-Preis.
Adolph Larsen starb am 2. Oktober 1942 zurückgezogen mit 85 Jahren im kleinen dänischen Ort Svejbæk auf Jütland.